# روهان روبنسون
روهان روبنسون (بالإنجليزية: Rohan Robinson) هو منافس ألعاب قوى أسترالي، ولد في 15 نوفمبر 1971.

## وصلات خارجية
- روهان روبنسون على موقع الاتحاد الدولي لألعاب القوى (الإنجليزية)
- روهان روبنسون على موقع النتائج التاريخية لألعاب القوى الأسترالية (الإنجليزية)
- روهان روبنسون على موقع أوليمبيديا (الإنجليزية)
- روهان روبنسون على موقع اللجنة الأولمبية الأسترالية (الإنجليزية)
- روهان روبنسون على موقع اتحاد ألعاب الكومنولث (مؤرشف) (الإنجليزية)